# 丸大 (新潟県)

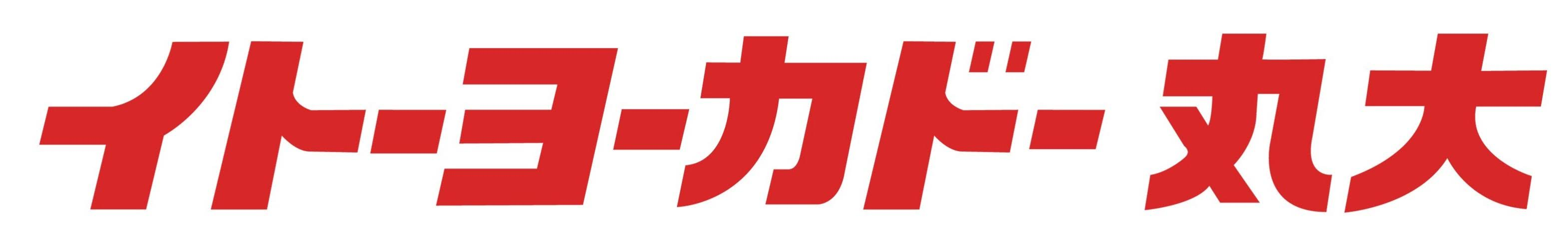
1988年11月から2025年1月まで使用していたロゴ

株式会社丸大（まるだい）は、新潟県新潟市中央区に本社を置く企業。
衣料品店として創業し、高度成長期以降は百貨店、総合スーパーマーケット、ディスカウントスーパーを展開した。2025年3月、イトーヨーカ堂からOICグループに株式譲渡された。

## 歴史

### 創業期
1952年2月、丸大商店として資本金300万円で創業、新潟県長岡市に本社を置く。
同年4月、長岡市の大手通り商店街で渡辺喜一郎が「丸大衣料品店」を開店。
1960年6月、新潟支店を新潟市の本町通6番町に開店、後の新潟丸大店（初代）となる。
1962年4月、現社名の「丸大」へ商号変更、同年12月には長岡市の大手通商店街に新店舗を建設し、長岡丸大店（2代）を開業。長岡丸大店の敷地面積は 1,334.94m2、延床面積は 8,329.28m2であった。
1963年、通産大臣から百貨店として正式に認可され、百貨店の運営会社となる。
1964年7月、新潟丸大店（2代）が百貨店法による営業認可を受ける。
1965年10月1日付で株式会社北陸丸大を設立し、富山県へ進出。富山進出1号店として、高岡市の高岡駅前に「北陸丸大高岡店」を出店、翌1966年には既に北陸地方を代表する百貨店「大和」が進出していた富山市西町の商店街に「北陸丸大富山店」を出店した。
こうして丸大は、1960年代には大和が出店している新潟市（古町本町通）、長岡市（大手通）、富山市（西町）、高岡市の北陸4都市で「大和」と競合する百貨店を運営するようになり、丸大は北陸地方において大和に次ぐ二番手の有力百貨店に成長を遂げた。
1977年8月期には、約2億円の純利益（税引後）を計上して黒字経営となり、年商104億円を売り上げていた。

### イトーヨーカ堂と業務提携
1970年代にはダイエーなどの進出が相次いで競争が激化したこと、大手通りを挟んだ本店の真向かいにある「イチムラ」が百貨店連合を傘下に収めるニチイ（のちマイカル、さくら野百貨店）と業務提携を開始することなど、将来的に商戦が激化することが予想された。
そのため丸大は、1977年に小売大手のイトーヨーカ堂と業務提携を締結。業務提携に伴い、業績不振だった富山店を同1977年に大和へ売却した。
業務提携の内容は、当初はイトーヨーカ堂の経営管理システムや自社商品などの運営ノウハウを共有するのみで、この時点では資本参加や役員派遣などは含まれていなかった。
丸大が業務提携を結んだ1970年代当時、イトーヨーカ堂はダイクマ（神奈川県平塚市）、北海道の百貨店「札幌松坂屋」（ヨークマツザカヤ、のちにそごう・西武と合併するロビンソン百貨店）などと業務提携を相次いで結んでいる。このほか同時期には、福島県の紅丸商事（現：ヨークベニマル）とも業務提携関係を確立していたイトーヨーカ堂は、日本全国各地の地場企業と提携関係を強化していた。
1978年には新潟丸大店を改築・増床したのを機に、イトーヨーカ堂のCIと同色の青・赤・白のコーポレートカラーで彩られた社章を制定、丸大の運営する4店舗の愛称を「ニイガタ丸大」「ナガオカ丸大」「カシワザキ丸大」「タカオカ丸大」と制定した。
1986年5月、土地所有者である伏木海陸運送との契約期間満了に伴い高岡丸大店を閉店、丸大は富山県から撤退し、IYグループの店舗が富山県から消滅した。高岡丸大店の建物は閉店後、「ライブ1」を経て「デュオ」へ転用され、2004年12月に大規模小売店舗の届出廃止となった。
1988年11月25日には、イトーヨーカ堂の直営店と同じ「イトーヨーカドー」の屋号を冠した「イトーヨーカドー丸大」の店舗ブランドが誕生し、創業の地であり本店所在地の「丸大長岡駅前店」が総合スーパー (GMS) 1号店となる「イトーヨーカドー丸大 長岡駅前店」として営業開始。長岡市の市街地再開発事業の一環で長岡駅大手口側の「とくま旅館」跡地（城内町2丁目）に建設された城内ビルの核テナントとして出店（売場面積は約13,500m2）、本店を事実上移転した上で、店舗にはイトーヨーカドーと同じ意匠を採用して丸大の独自色を一掃した。

### 百貨店からの脱却
丸大は1985年の最盛期には新潟、長岡、柏崎、高岡の4店舗で百貨店を運営していたが、平成に入り百貨店業からは撤退し「イトーヨーカドー丸大」ブランド発足に伴う百貨店からGMSへの業態転換が相次いで実施された。
さらには、イトーヨーカ堂が新業態のディスカウントブランドとして「ザ・プライス」を設立したことに伴い、丸大にも「ザ・プライス丸大」ブランドが発足。1989年には「ザ・プライス丸大店｣が開業した。
また同年には、百貨店として営業していた柏崎丸大店を「イトーヨーカドー丸大柏崎店」へ業態転換。
最後まで百貨店として残っていた新潟丸大店も1991年6月に「イトーヨーカドー丸大新潟店」へ業態転換。丸大は30年近く続いた百貨店業から撤退した。
2000年8月には、丸大創業の地である長岡市大手通2丁目で30年以上営業してきた「ザ・プライス丸大店」が閉店した。売上がピークだった1993年の約半分に落ち込み赤字となり、創業の地を系列他店でカバーして守ることが限界となったことから閉店
。建物は長岡市が丸大と賃貸契約を締結し、翌2001年に長岡市役所を含む公共施設施設「ながおか市民センター」を開設した。丸大は「ザ・プライス丸大店」閉店後も「ながおか市民センター別棟」に本社機能を置いていた。

### セブン&アイHD発足後
2005年のセブン&アイ・ホールディングス（以下「セブン&アイHD」）発足後、2007年2月期まではイトーヨーカ堂の持株比率は80.3%で独立していたが、翌2008年にはイトーヨーカ堂の保有株式が100%となり完全子会社化、丸大の各店舗はイトーヨーカ堂の一店舗として運営されるようになった。
イトーヨーカ堂の各店舗で運用されているネットスーパーは新潟店が先行導入していたが、遅れて2013年7月3日に長岡店、柏崎店でも開始され、最盛期には直営の直江津を含む全4店で対応していた。
2018年8月には「イトーヨーカドー丸大柏崎店」が閉店、セブン&アイHD発足後かつイトーヨーカ堂の完全子会社となってからは初めての撤退となった。
翌2019年2月には創業の地である長岡市の「イトーヨーカドー丸大長岡店」も閉店となり、丸大の店舗が長岡市内から姿を消した。
翌2020年4月には2000年に閉店した「ザ・プライス丸大店」の土地と建物（丸大の本社機能を置いていた「ながおか市民センター別棟」を含む）を、市街地再開発の主体となる長岡市に無償譲渡する前提で都市再生機構に売却、本社機能は新潟市の「イトーヨーカドー丸大新潟店」内に移転するに至った。

## 沿革
- 1952年（昭和27年）4月：会社設立から2ヶ月後、丸大衣料品店として創業[G 1]。設立時の資本金は300万円[8]。
- 1960年（昭和35年）7月：新潟支店を開業[G 2]。
- 1962年（昭和37年）12月：丸大百貨店を長岡市大手通に開業[G 1]。
- 1964年（昭和39年）7月：新潟丸大店、通産省より百貨店法の営業認可[6]。
- 1965年（昭和40年）10月1日：株式会社北陸丸大を設立し、北陸丸大高岡店を開業[7]。
- 1966年（昭和41年）11月3日：北陸丸大富山店を開業[17]。
- 1974年（昭和49年）：株式会社 北陸丸大を合併する。
- 1977年（昭和52年）：イトーヨーカ堂と業務提携[N 2]、業績不振の富山丸大店を閉鎖し大和に売却[8]。
- 1978年（昭和53年）3月：新潟丸大店、増築竣工。
- 1981年（昭和56年）4月25日：後にイトーヨーカドー丸大柏崎店となる百貨店、柏崎丸大店を開業[N 4]。市内の丸大ストアは継続営業。
- 1986年（昭和61年）5月：高岡丸大店を閉店、富山県から撤退。
- 1988年（昭和63年）11月25日：駅前再開発事業に参画、長岡市城内町の再開発ビルに「イトーヨーカドー丸大 長岡駅前店」を開業[G 4]。
- 1989年（平成元年）9月：大手通の長岡丸大店をディスカウントストアの「ザ・プライス丸大店」に[N 2]、柏崎丸大店をGMSのイトーヨーカドー丸大に業態転換[10]、前年に開業したイトーヨーカドー丸大長岡駅前店を「イトーヨーカドー丸大長岡店」に改称。
- 1991年（平成3年）6月：百貨店の新潟丸大店をイトーヨーカドー丸大に業態転換、百貨店業から撤退[N 5]。
- 2000年（平成12年）8月：ザ・プライス丸大店を閉鎖[N 2]、本社機能は残す。
- 2008年（平成20年）2月期：イトーヨーカ堂の完全子会社化[14]。
- 2018年（平成30年）8月19日：イトーヨーカドー丸大柏崎店を閉店[10][N 6][N 7][N 8][18]。
- 2018年（平成30年）8月30日：イトーヨーカドー丸大長岡店が閉店を検討していることが報道される[N 5]。
- 2019年（平成31年）2月11日：イトーヨーカドー丸大長岡店を閉店[N 9]。
- 2020年（令和2年）4月1日：本店をイトーヨーカドー丸大新潟店内に移転、創業の地から撤退。
- 2025年（令和7年）1月26日：イトーヨーカドー丸大新潟店を閉店。これをもって新潟県からイトーヨーカドーの店舗は消滅。
- 2025年（令和7年）3月2日：事業を継承したCiiNA CiiNA 丸大新潟がオープン。先行オープンという形で一部専門店のみ営業[19]
- 2025年（令和7年）3月：イトーヨーカ堂からOICグループへ株式譲渡。事業は承継され、現存する店舗は休業を経て存続[N 10]。グループ離脱により新潟県からはイトーヨーカ堂の系列店が姿を消す[20]。
- 2025年（令和7年）夏頃：ロピアがオープン予定[19]

## 店舗

### CiiNA CiiNA

#### 丸大新潟
2025年3月2日オープン。2025年夏までの先行オープン期間は一部専門店のみ営業。
フロア構成
| 階 | CiiNA CiiNA 丸大新潟           |
| -- | ------------------------------ |
| 8F |                                |
| 7F | お好み焼き店、文化教室         |
| 6F | 100円ショップ                  |
| 5F |                                |
| 4F | 英会話教室                     |
| 3F |                                |
| 2F | フィットネスクラブ、買取専門店 |
| 1F |                                |
| B1 |                                |

## 過去に存在した店舗

### イトーヨーカドー丸大

#### 新潟店
1960年7月に株式会社丸大新潟支店として開設され、現在の店舗が開業したのは増築後の1978年3月としている。
地下1階含む地上8階建て。1991年6月に総合スーパーのイトーヨーカドー丸大へ業態転換した。
イトーヨーカドーを名乗る店舗としては珍しく、地下階と1階に食品フロアを有している。
1960年の開業後、1969年10月と1978年2月に増築しており、1986年10月に全面改装していた。
2019年7月には休業を経て20年ぶりとなる大規模な改装を実施。
テナント数の増加に伴い、2019年7月付けで（一財）日本ショッピングセンター協会の定める基準を満たしたことからSC店舗として正式に登録された。
同年11月、約30年ぶりに百貨店時代の「丸大」のロゴマークを一面に設置。
2025年1月26日、イトーヨーカドー丸大新潟店としての営業を終了。これによりイトーヨーカドー丸大のブランドが消滅。
同年3月頃にOICグループへの株式譲渡・事業承継を経て、食品スーパー・ロピアを核テナントとした「CiiNA CiiNA（シーナシーナ）新潟」として開業予定。
イトーヨーカドー丸大としての営業時の入居テナント一覧は、公式サイト「専門店ガイドマップ」（アーカイブ）を参照。
フロア構成
（出典：イトーヨーカドー 丸大新潟店（公式ホームページ））（アーカイブ）
| 階 | IY丸大新潟店                     |
| -- | -------------------------------- |
| 8F | カルチャー教室のフロア           |
| 7F | 飲食とカルチャーのフロア         |
| 6F | 専門店のフロア                   |
| 5F | 専門店のフロア                   |
| 4F | 子供と暮らしのフロア             |
| 3F | 紳士ファッションと肌着のフロア   |
| 2F | 婦人ファッションと専門店のフロア |
| 1F | コスメと味の専門店のフロア       |
| B1 | 食品のフロア                     |

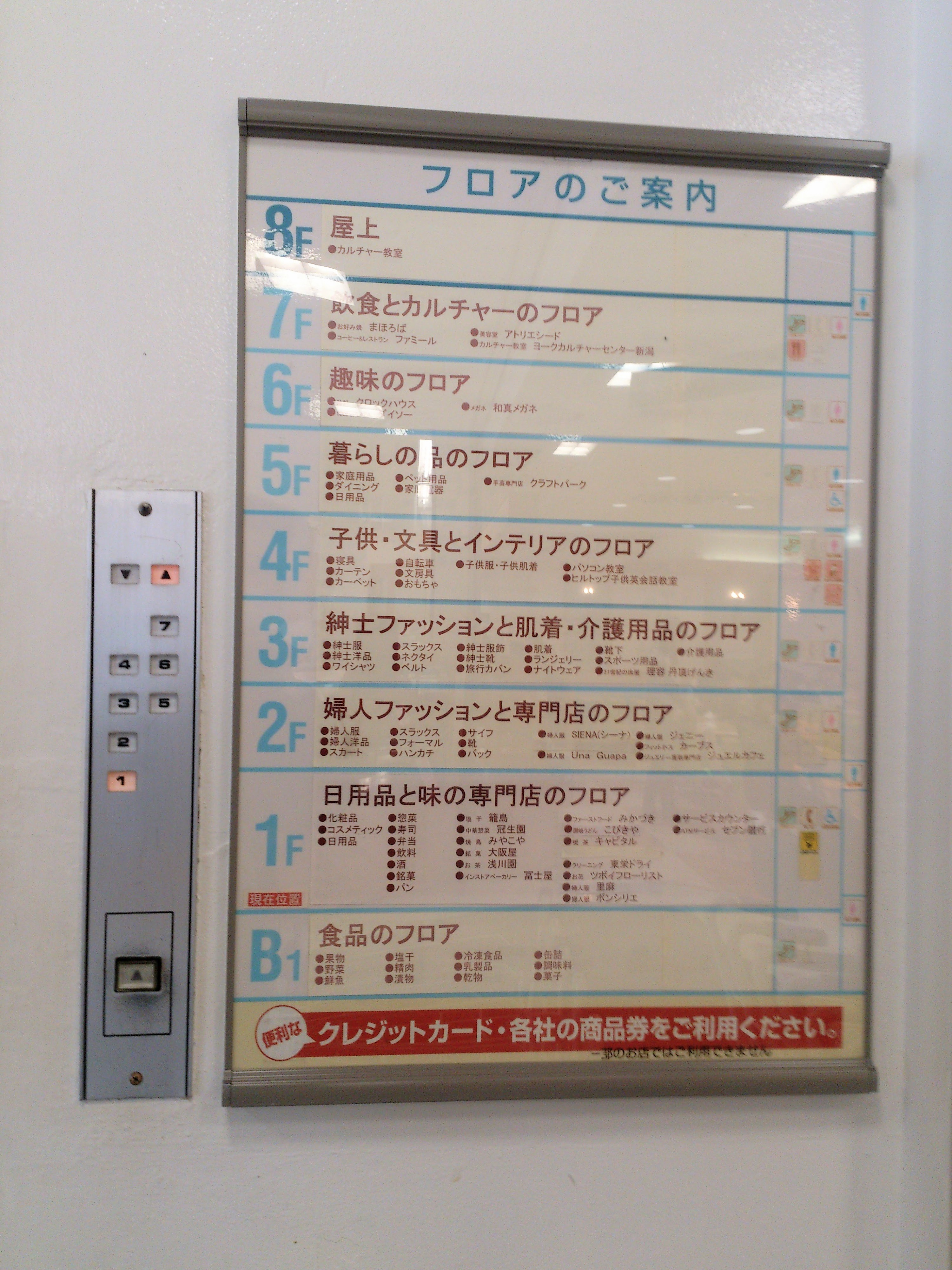
改装前のフロア表（2018年3月）
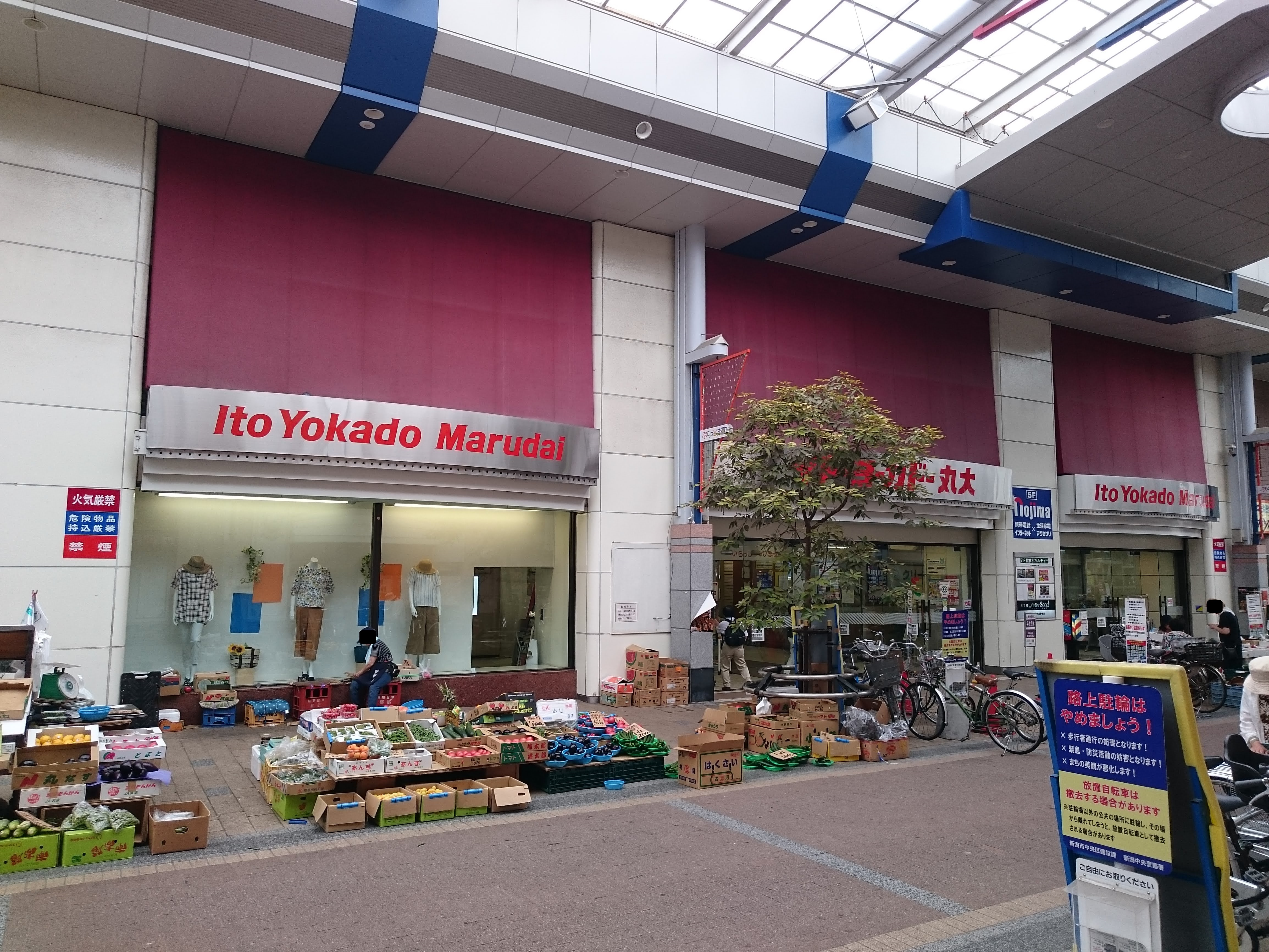
商店街側（2019年7月）

#### 柏崎店
1981年（昭和56年）4月25日に百貨店として開店し、1986年10月に6階まで全館を使用する規模まで増床していた。
2018年の最終営業日時点では、地下1階 - 3階までの売り場と、4階の催事場のみ営業していた。
2006年9月時点の入居テナント一覧は公式サイト（アーカイブ）を参照。

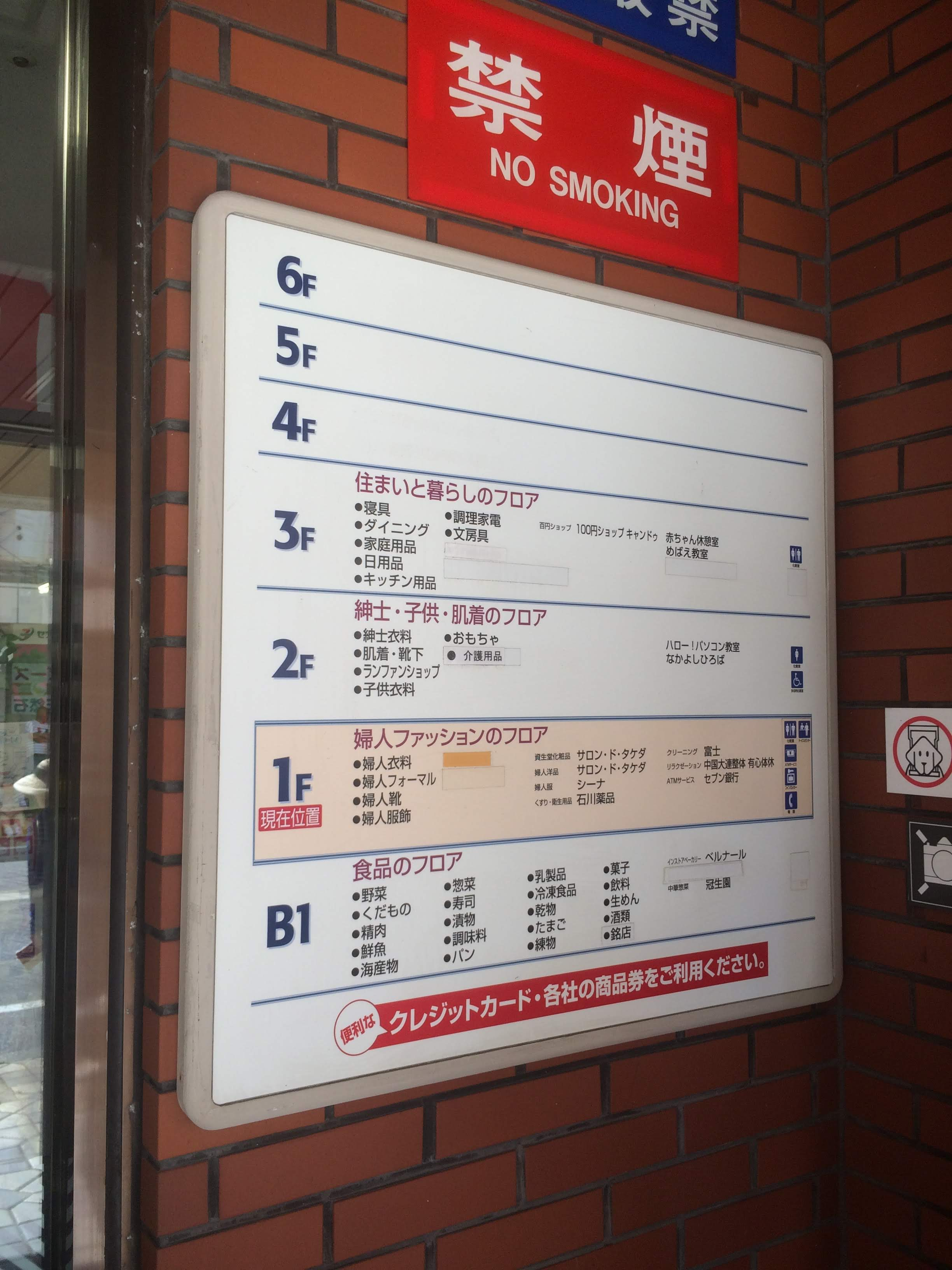
フロア表（2018年7月）

#### 長岡店
1988年（昭和63年）11月25日、初となる総合スーパー業態で開店。「イトーヨーカドー丸大」の1号店で、開業時の名称は長岡駅前店。翌1989年には「ザ・プライス丸大店」の開業に伴い長岡店に改称している。
土地は有限会社とくま旅館（現：有限会社とくま）が所有し、開業当時の大規模小売店設置者は有限会社とくま旅館、城内ビル株式会社、株式会社グリーンスタンプの3社。
建物設計は日建設計、建物施工は大成・吉原共同企業体が受託、1988年10月31日に竣工。地下1階含む地上7階建て。
営業当時の専門店は、「公式サイト（アーカイブ）」を参照。
土地と建物は2019年2月の閉店日以降、不動産開発業のダイア建設新潟（大和地所グループ傘下）を核とした大和地所と中越興業系の企業2社、フェイズ共同事業体に約10億円で譲渡された。
2020年4月24日、商業施設と共同オフィスを融合した「ディアプラザ長岡」として開業。
地下階には見附市に本社を置く食品スーパー「マルイ」、1階にドラッグストア「ツルハドラッグ」（2023年5月閉店）と居酒屋、4階には学習塾やオフィスが相次いで出店した。

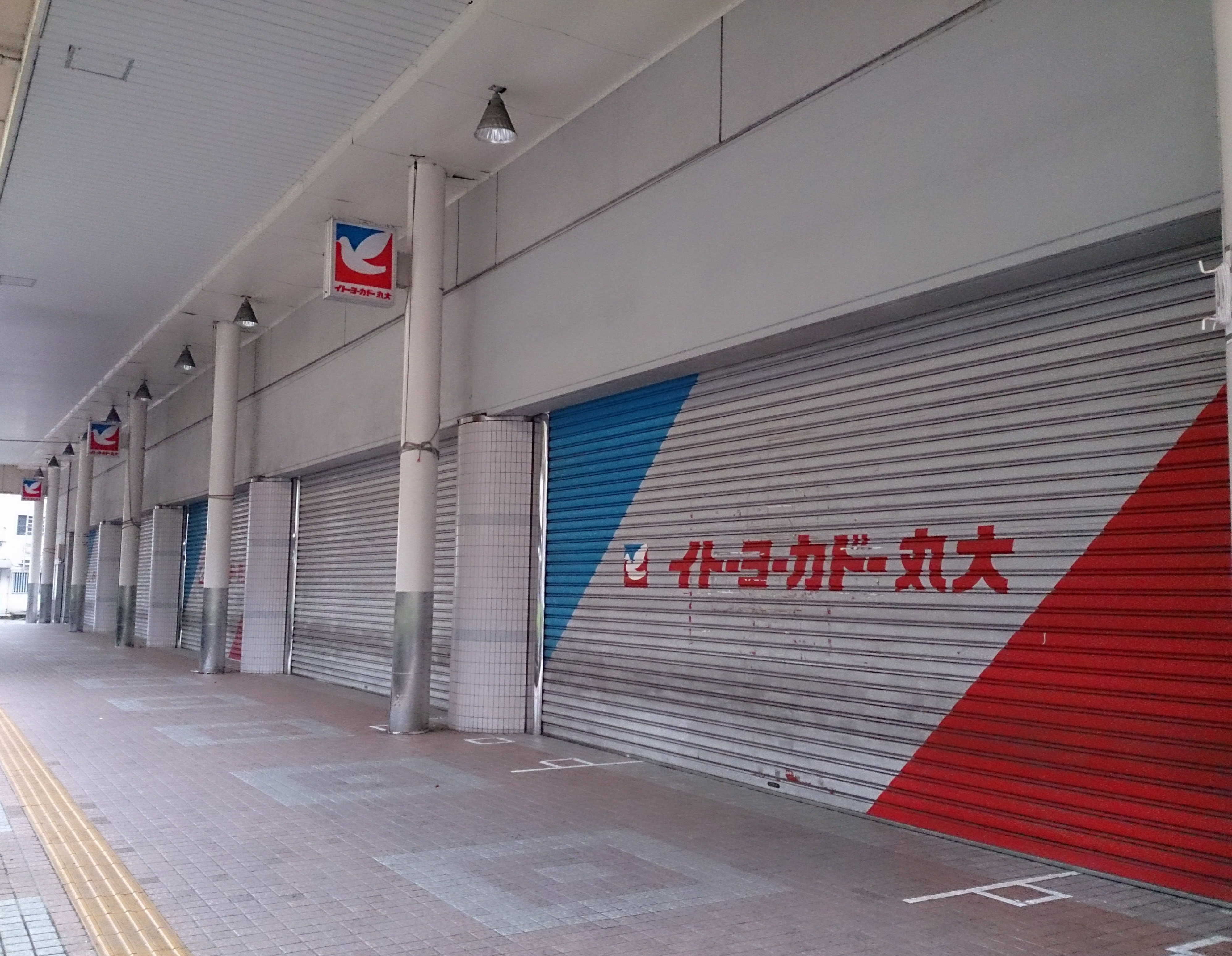
営業時間外の入口外観（2018年11月）
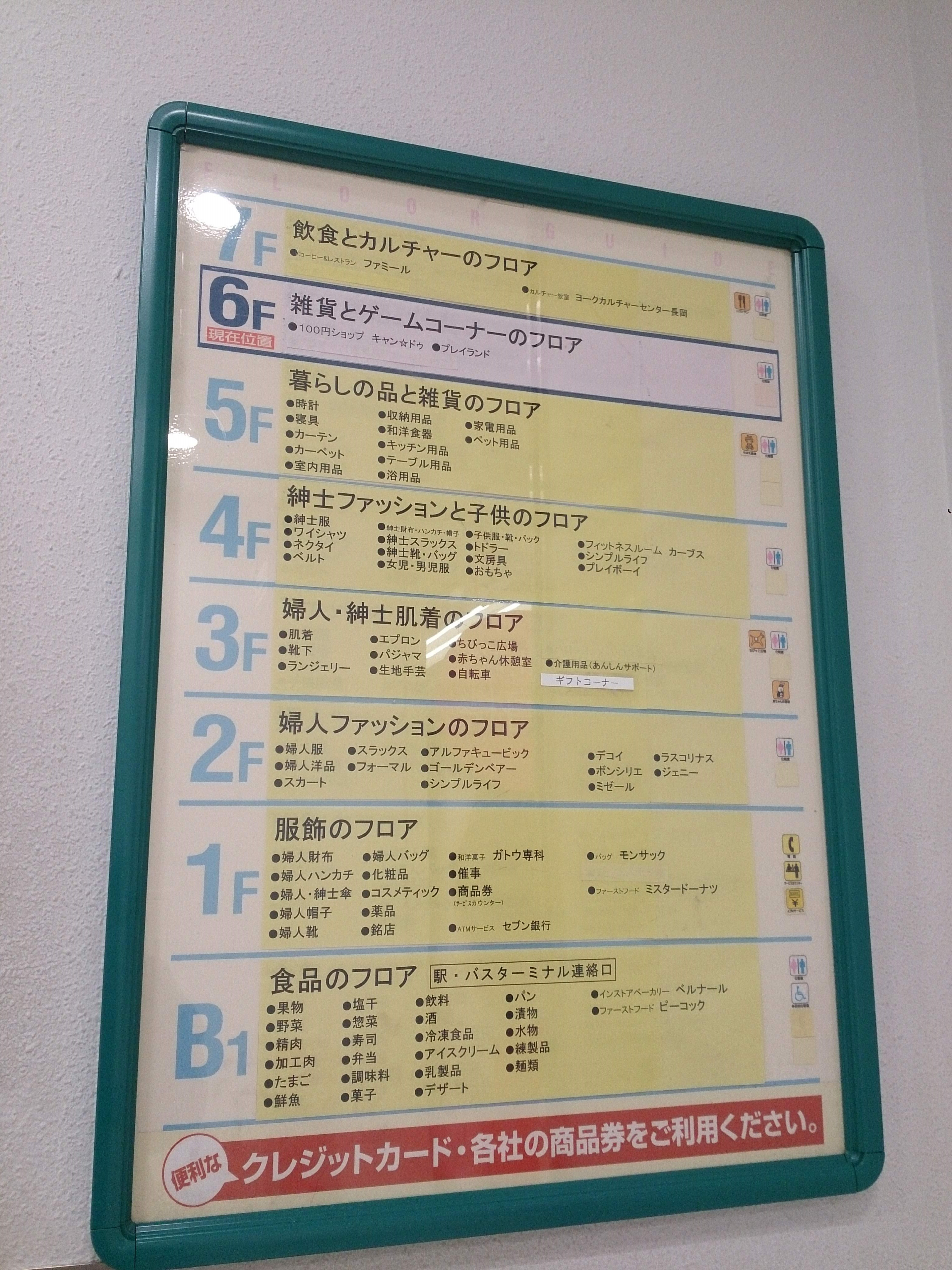
営業末期のフロア表（2019年1月）
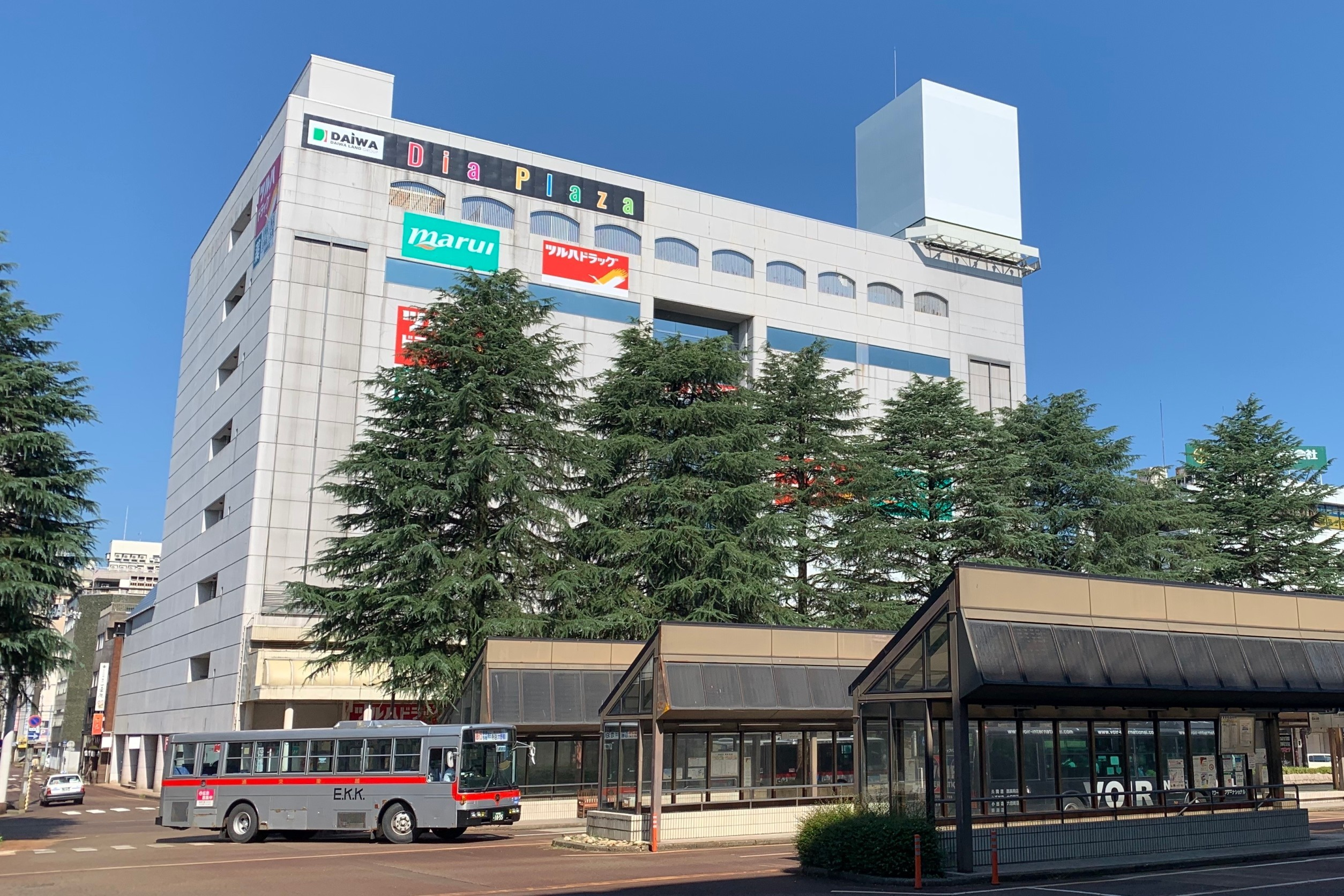
後身の「Dia Plaza長岡」（2020年8月）

### ザ・プライス丸大
駅前にイトーヨーカドー丸大が誕生した翌年の1989年9月、1960年代から百貨店として営業していた本店を、イトーヨーカ堂が誕生させたディスカウントブランド「ザ・プライス」へ業態転換。「ザ・プライス丸大店」開業に伴いイトーヨーカドー丸大長岡駅前店は「イトーヨーカドー丸大長岡店」に変更した。
1990年代のバブル崩壊後から赤字経営が続き、2000年（平成12年）8月をもって閉店。建物は丸大が所有したまま長岡市と賃貸契約を結び「ながおか市民センター」に転換した。丸大の本社機能を置く事務所や搬入口を有した別棟は長岡市と丸大が共同で利用し、3階に長岡市労働組合、4階に丸大本社、5階に市民活動ホール、6階に会議室が設置されたが、2020年春に都市再生機構・長岡市への施設譲渡のため、丸大は撤退した。

### 丸大ストア
1968年10月、株式会社丸大ストアの運営店舗として開業。
新潟県柏崎市東本町2丁目にあった店舗で、1981年4月の柏崎丸大店開業後も並行して営業し続ける方針を示していたが、同年8月に方針転換して営業を終了した。

### 百貨店

#### 長岡丸大店（二代目）
丸大が「丸大商店」として創業した新潟県長岡市大手通2丁目にあった店舗で、1962年（昭和37年）12月に二代目の長岡丸大店として開店、1963年（昭和38年）6月15日に百貨店審議会で百貨店法による営業を認可を受けて法律上も百貨店となった店舗で、延床面積8,205m2だった。
2020年4月に本店、本社機能がイトーヨーカドー丸大新潟店内に移転するまで、丸大の本店はこの大手通にある建物に半世紀以上置かれていた。

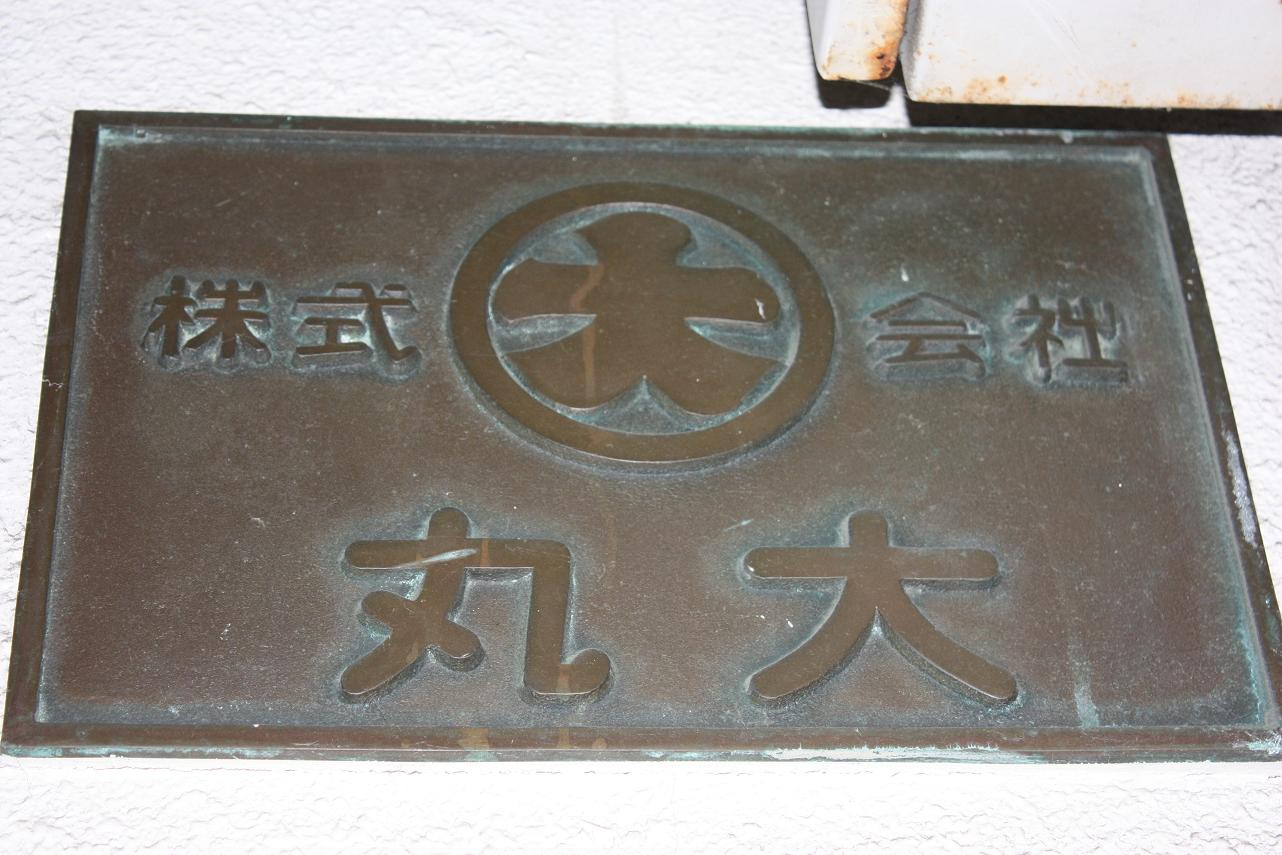
会社表示

#### 高岡丸大店
富山県への進出に合わせて「株式会社北陸丸大」を1965年10月に設立、高岡市の高岡駅前にある越中倉庫跡地に伏木海陸運送の鉄筋コンクリート造り5階建塔屋1階建ての伏木海陸ビル（延べ床面積約4,300m2、佐藤工業施工、総工費1億2千万円）を1965年3月31日より建設して同年10月1日に高岡市内で2番目の大型商業施設として開業した。
売場構成は1と2階が洋品雑貨で3階が呉服、4階が食料品売り場で、エレベーターやエスカレーターのない店舗だった。
ほか、5階は倉庫及び事務所として使用していた。
1986年5月、20年間の賃貸借契約満了に伴い閉店、イトーヨーカ堂が運営に関係する店舗は富山県からなくなった。
建物は1986年11月にクリエイトによりエスカレーター、エレベーター新設の上で開業した「ライブ1」を経て、1991年8月24日に「duoビル」（デュオ）と称する複合型商業施設（メインテナントは1階から3階に入居したデュオバイセイブ〔富山西武が、5階にアピアスポーツクラブデュオが入居〕）へ転用され、2004年（平成16年）12月に大規模小売店舗の届出廃止となる。

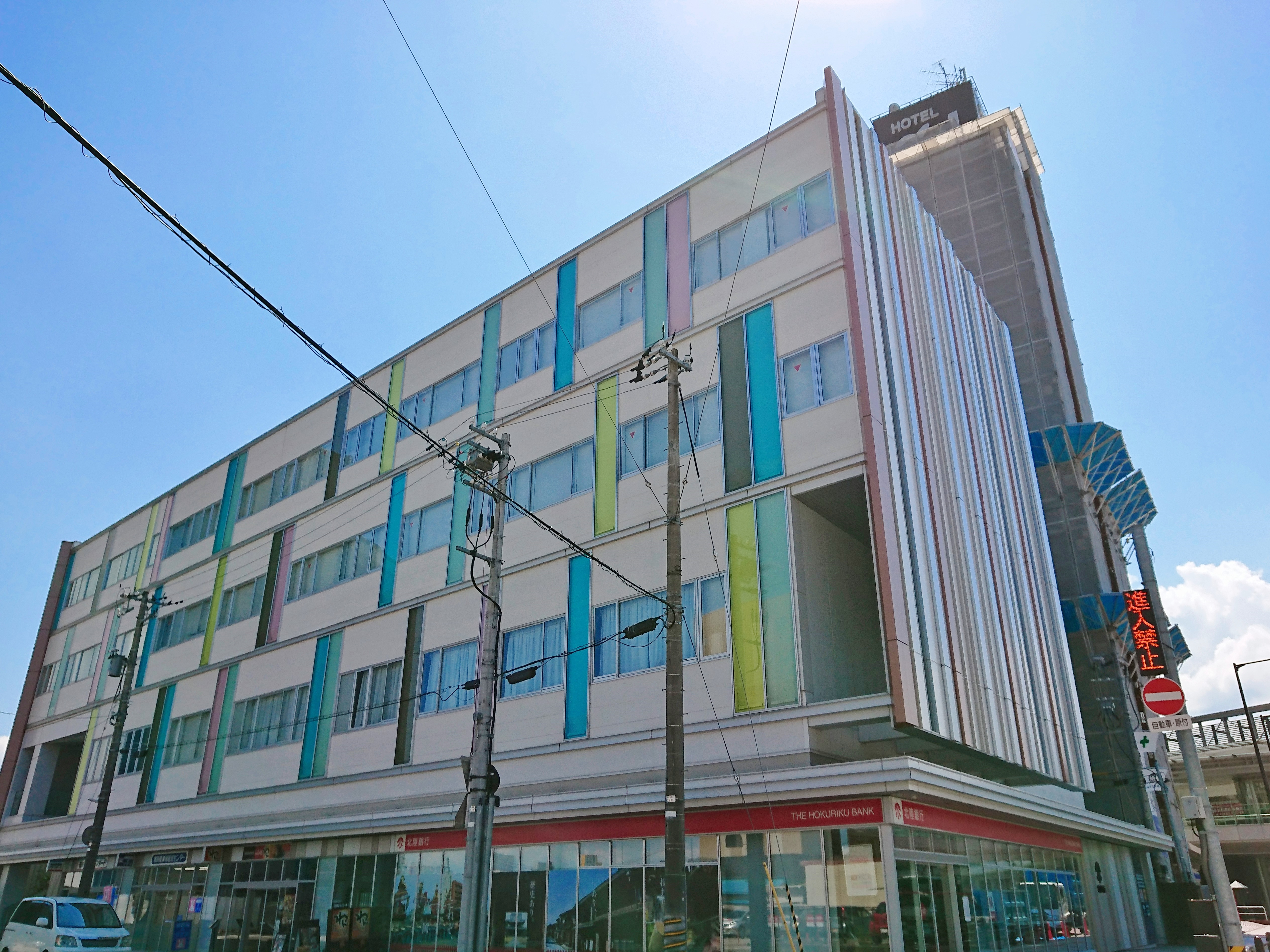
Sorae高岡

建物解体後は、跡地に「Sorae高岡」が建設され、2017年2月5日に竣工式が執り行われた。

#### 富山丸大店
北陸丸大が運営する2番目の店舗として、1966年11月3日に富山市の西町にある総曲輪地区の一角に開業。
北陸を代表する百貨店「大和」に隣接して出店していた。
この店舗は丸大がイトーヨーカ堂と業務提携する前に閉鎖されたことから、店番号が唯一割り当てられなかった。
閉店後、建物は隣接していた百貨店の大和によって買収され、1977年（昭和52年）11月に当時の富山店の増床部分として新装開店したが、同店が2007年9月21日に総曲輪フェリオの新店舗へ移ったため閉鎖、解体された。

## 新潟県内のイトーヨーカ堂直営店
イトーヨーカドー丸大とは別に、イトーヨーカ堂本体による直営店が存在した。イトーヨーカ堂は1920年の創業時より日本海側の北陸地方に進出していなかったが、1987年に上越市の乗合バス事業者が開いたショッピングセンター「エルマール」内のテナントとして直江津店（店番号：132）を出店し、初めて直営店を開いた。
1993年11月には下越地方に進出、新潟市（現：東区）に新潟木戸店（店番号：155）を最後に新店舗は計画されなかった。
最盛期にはIYグループ全体で6店舗体制となったが、富山、石川、福井の北陸3県には最後まで出店しなかった。
新潟木戸店は開店から14年目の2007年2月に、直江津店は32年目の2019年5月に不採算閉店となっている。
このうち直江津店はイトーヨーカ堂において令和初の閉店となった。
新潟木戸店の建物は閉店から4年後、政令市となった新潟市の東区役所として再出発し、直江津店が入っていた「エルマール」は無印良品が2階に、良食生活館を展開するスポットが「ピアレマート」を1階に出店させるなど、空いた部分に大型テナントを誘致し再オープンに至った。